# Jaroslav Pouzar
Jaroslav Pouzar (* 23. Januar 1952 in Čakov) ist ein ehemaliger tschechoslowakischer Eishockeyspieler. Mit den Edmonton Oilers aus der National Hockey League (NHL) gewann der Flügelstürmer dreimal den Stanley Cup. Mit der tschechoslowakischen Nationalmannschaft wurde er zweimal Weltmeister. In der Bundesliga spielte er für den ECD Iserlohn und SB Rosenheim, mit dem er einmal Deutscher Meister wurde. Seit 2024 ist er Mitglied der IIHF Hall of Fame.

## Karriere
Jaroslav Pouzar begann nach dem Umzug aus seinem Heimatdorf Čakov in der nahegelegenen Großstadt Budweis im Alter von zehn Jahren mit dem Eishockeyspielen. Fünf Jahre später kam er zum TJ Motor České Budějovice, wo er vom Mittel- zum Flügelstürmer umgeschult wurde. Ab 1969 wurde er in der ersten Mannschaft eingesetzt und stieg mit dieser gleich in seiner Debütsaison 1969/70 in die 1. Liga auf, wo er in den folgenden elf Jahre kontinuierlich zu den gefährlichsten Angreifern gehörte. Mit 12 Zweit- und 278 Erstliga-Toren ist er bis heute Rekordtorschütze des Vereins. Sein persönlich erfolgreichstes Jahr war die Saison 1977/78, in der er mit 42 Treffern in 43 Partien die ligaweite Torschützenliste anführte. Mit dem Team gewann er zwar nie den Meistertitel, wurde in der Spielzeit 1980/81 aber Vizemeister.
Im Alter von 30 Jahren wurde Pouzar im NHL Entry Draft 1982 in der vierten Runde an insgesamt 83. Stelle von den Edmonton Oilers gezogen. Anschließend wechselte er ohne Englisch-Kenntnisse trotz des Kalten Krieges auf legalem Weg über die staatliche Agentur Pragosport in die National Hockey League (NHL). Sein erstes NHL-Tor erzielte er bei seiner Premiere für die Oilers in einem Heimspiel gegen die Calgary Flames am 5. Oktober 1982. Insgesamt wurde er anders als in der Tschechoslowakei mit defensiveren Aufgaben betraut. Seine Aufgabe bestand vor allem darin, den Topstürmern Wayne Gretzky und Jari Kurri den notwendigen Platz auf dem Eis zu verschaffen. So gehörte er in der Saison 1982/83, die erst mit einer Niederlage im Finale um den Stanley Cup endete, nicht zu den zehn besten Scorer seines Teams.
In der Spielzeit 1983/84 spielte Pouzar hauptsächlich an der Seite von Ken Linseman and Dave Lumley. Wieder zog er mit den Oilers ins Finale der Stanley-Cup-Playoffs ein, in denen sie im Finale den Vorjahressieger New York Islanders schlugen. Damit wurde der Flügelstürmer der erste tschechische Stanley-Cup-Gewinner. Ein Jahr später gelang ihm mit der Mannschaft die Titelverteidigung. Fans wählten das Oilers-Team der Saison 1984/85 später zum besten der NHL-Geschichte.
Nachdem seine Tochter zur Saison 1985/86 nicht erneut nach Kanada einreisen durfte, entschied sich Pouzar für einen Wechsel nach Deutschland. Zur Spielzeit 1985/86 verpflichtete ihn der Bundesligist ECD Iserlohn, bei dem er zusammen mit Martti Jarkko und Ralph Krueger die erste Sturmformation bildete. Das Trio führte die Mannschaft ins Halbfinale der Playoffs und damit zum größten Erfolg der ECD-Vereinsgeschichte. Schon nach dieser Spielzeit fragten die Oilers an, ob der Angreifer für die Stanley-Cup-Playoffs 1986 nach Edmonton zurückkehren würde. Trotz einer Freigabe seitens des ECD wurde ihm der Wechsel von Pragosport untersagt.
In der Saison 1986/87 war er Topscorer des ECD und wurde in der Bundesliga nur von Pavel Richter und Chris Valentine übertroffen. Nach seinem zweiten Jahr im Sauerland – der ECD war im Viertelfinale ausgeschieden – erneuerten die Oilers ihr Angebot und Pragosport gab seinen Widerstand auf. Pouzar kehrte in die NHL zurück und gewann im Jahr 1987 ein drittes Mal den Stanley Cup. Insgesamt absolvierte er mehr als 200 Spiele in der NHL und erzielte 40 Tore. Im Sommer 1987 traten in Deutschland dann erste Hinweise auf die finanziellen Probleme des ECD zutage. Vollstreckungsbeamte des Finanzamtes verschafften sich Zugang zu seiner Wohnung in Iserlohn und pfändeten mehrere Gegenstände aus Vereinseigentum.
Nach dem Rücktritt von Cheftrainer Jan Eysselt war Pouzar zu Beginn der Saison 1987/88 kurzzeitig als Spielertrainer des ECD tätig. Auch Eysselts Nachfolger Otto Schneitberger band den Routinier intensiv in die Trainingsarbeit ein. Als sich die Finanzprobleme des Vereins zuspitzten, schloss der Vorsitzende Heinz Weifenbach im Dezember 1987 einen Sponsoringdeal mit dem libyschen Machthaber Muammar al-Gaddafi. So gehörte Pouzar zu der Mannschaft, die am 4. Dezember 1987 mit Trikotwerbung für Das Grüne Buch auflief, was einen internationalen Sportskandal auslöste. Wenige Tage später musste der ECD seinen Spielbetrieb einstellen.
Pouzar kam beim Ligarivalen SB Rosenheim unter, mit dem er dreimal infolge das Finale um die Deutsche Meisterschaft erreichte und einmal auch gewann. Nachdem er die entscheidenden Begegnungen in den Playoffs des Jahres 1988 noch verletzt verpasst hatte, erzielte er ein Jahr später im entscheidenden vierten Finalspiel der Saison 1988/89 gleich zwei der vier Tore zum Sieg gegen die Düsseldorfer EG. Nach einer weiteren Vizemeisterschaft in der Spielzeit 1989/90 wechselte er für ein Jahr zum Augsburger EV in die 2. Bundesliga. Zur Saison 1991/92 kehrte er nach Rosenheim zurück, absolvierte aber nur noch fünf Partien, bevor er seine Karriere beendete.

### International
In 187 Länderspielen für die tschechoslowakische Nationalmannschaft erzielte Jaroslav Pouzar 73 Tore. Seine ersten internationalen Einsätze hatte er bei den Europameisterschaften der U19-Junioren in den Jahren 1970 und 1971. Sein Debüt für die A-Nationalmannschaft gab er in der Saison 1972/73, kam zunächst allerdings nur in Freundschaftsspielen zum Einsatz. Ab 1976 nahm er für die Tschechoslowakei dann auch an mehreren großen Turnieren teil.
Bei den Olympischen Winterspielen 1976 zog er mit seiner Mannschaft bis ins Finale ein und gewann nach einer 3:4-Niederlage gegen die Sowjetunion die Silbermedaille. Enttäuschender verliefen hingegen die Olympischen Winterspiele 1980, die für Pouzar und die Tschechoslowakei mit dem fünften Platz endeten.
Bei seinen sechs Teilnahmen an Weltmeisterschaften landete die Tschechoslowakei immer auf dem Treppchen. Seine größten Erfolge waren die Goldmedaillen bei der Weltmeisterschaft 1976 und den Titelkämpfen 1977. In den Jahren 1978, 1979 und 1982 wurde er jeweils Vizeweltmeister, bei der WM 1981 gewann er Bronze. Hinzu kam eine Silbermedaille beim Canada Cup 1976, bei der Austragung 1981 schied seine Mannschaft im Halbfinale aus.

### Nach der Spielerkarriere
Unmittelbar nach der Samtenen Revolution eröffnete Jaroslav Pouzar das erste Fitnessstudio in Budweis. Von 1992 bis 1998 war er Präsident des HC České Budějovice, bei dem er auch mehrfach als Trainer einsprang. So fungierte er in der Saison 1994/95 als Co-Trainer von Vladimír Caldr und in der Spielzeit 2000/01 an der Seite von Jan Tlačil. Intensiver ins sportliche Geschehen eingebunden war er ab der Saison 2002/03, als er zum Manager berufen wurde. Schon in dieser Spielzeit, die seine Mannschaft auf dem sechsten Platz beendete, war er nach der Entlassung von Jaroslav Liška für einige Zeit Cheftrainer. Im Herbst 2003 übernahm er diesen Posten erneut, wurde aber schon vor Ende der Spielzeit 2003/04, die mit dem Abstieg endete, wieder abgelöst. Anschließend gab er die sportliche Verantwortung für seinen Heimatverein endgültig ab.
Im Sommer 2004 wurde bei Pouzar Leukämie diagnostiziert. Ein halbes Jahr später erhielt er eine Knochenmarktransplantation, mithilfe derer er den Krebs überwinden konnte.
Im Jahr 2013 wurde ein Eissportzentrum in Čtyří Dvory, einem Ortsteil von Budweis, eröffnet, das nach Pouzar benannt ist. Der Bau umfasst neben einer Eisfläche und Umkleideräumen unter anderem auch ein Fitnesscenter und einen Shop. Dort sollen Kinder aus wirtschaftlich benachteiligten Familien das Eishockeyspielen erlernen. Zu diesem Zweck gründete er im Jahr 2016 den Verein HC Českobudějovičtí lvi.
Im Jahre 2024 wurde Pouzar in die IIHF Hall of Fame aufgenommen.

## Erfolge und Auszeichnungen
| - 1970 Meister der 1. ČNHL und Aufstieg in die 1. Liga mit TJ Motor České Budějovice - 1978 Torschützenkönig der 1. Liga - 1984 Stanley-Cup-Gewinn mit den Edmonton Oilers - 1985 Stanley-Cup-Gewinn mit den Edmonton Oilers - 1987 Stanley-Cup-Gewinn mit den Edmonton Oilers | - 1989 Deutscher Meister mit dem SB Rosenheim - 1989 Topscorer der Bundesliga-Playoffs - 2009 Aufnahme in die Tschechische Eishockey-Ruhmeshalle - 2024 Aufnahme in die IIHF Hall of Fame |

### International
| - 1970 Silbermedaille bei der U19-Junioren-Europameisterschaft - 1976 Goldmedaille bei der Eishockey-Weltmeisterschaft - 1976 Silbermedaille bei den Olympischen Winterspielen - 1977 Goldmedaille bei der Eishockey-Weltmeisterschaft | - 1978 Silbermedaille bei der Eishockey-Weltmeisterschaft - 1979 Silbermedaille bei der Eishockey-Weltmeisterschaft - 1981 Bronzemedaille bei der Eishockey-Weltmeisterschaft - 1982 Silbermedaille bei der Eishockey-Weltmeisterschaft |

## Karrierestatistik

### International
Vertrat Tschechoslowakei bei:
| - U19-Junioren-Europameisterschaft 1970 - U19-Junioren-Europameisterschaft 1971 - Olympische Winterspiele 1976 - Weltmeisterschaft 1976 - Canada Cup 1976 - Weltmeisterschaft 1977 | - Weltmeisterschaft 1978 - Weltmeisterschaft 1979 - Olympische Winterspiele 1980 - Weltmeisterschaft 1981 - Canada Cup 1981 - Weltmeisterschaft 1982 |

(Legende zur Spielerstatistik: Sp oder GP = absolvierte Spiele; T oder G = erzielte Tore; V oder A = erzielte Assists; Pkt oder Pts = erzielte Scorerpunkte; SM oder PIM = erhaltene Strafminuten; +/− = Plus/Minus-Bilanz; PP = erzielte Überzahltore; SH = erzielte Unterzahltore; GW = erzielte Siegtore; 1 Play-downs/Relegation; Kursiv: Statistik nicht vollständig)

## Familie
Jaroslav Pouzars Sohn Jaroslav Pouzar jun. (* 2002) ist ebenfalls Eishockeyspieler. Er absolvierte unter anderem drei Partien für den HC Motor České Budějovice in der Extraliga, ist seit der Saison 2022/23 aber nur noch im unterklassigen Bereich aktiv. Etwas erfolgreicher ist Pouzars Enkel Luboš Rob jun. (* 1995), der die tschechischen Nachwuchsnationalmannschaften durchlief und unter anderem zwei Jahre für den HC Plzeň 1929 gespielt hat.